# 21701 Gabemendoza
21701 Gabemendoza è un asteroide del sistema solare. Scoperto nel 1999, presenta un'orbita caratterizzata da un semiasse maggiore pari a 2,8537350 UA e da un'eccentricità di 0,0455361, inclinata di 3,03829° rispetto all'eclittica.